# Lingling-o
Le lingling-o, ou linglingo, est un type de boucle d'oreille des populations austronésiennes de la cordillère nord de l'île de Luçon, aux Philippines. Ce nom est aussi donné à des boucles d'oreille beaucoup plus anciennes, fréquentes à la fin du Néolithique et au début de l'Âge du fer dans une grande partie de l'Asie du Sud-Est. Elles sont caractérisées par une forme d'ovale évidé et coupé d'un côté.

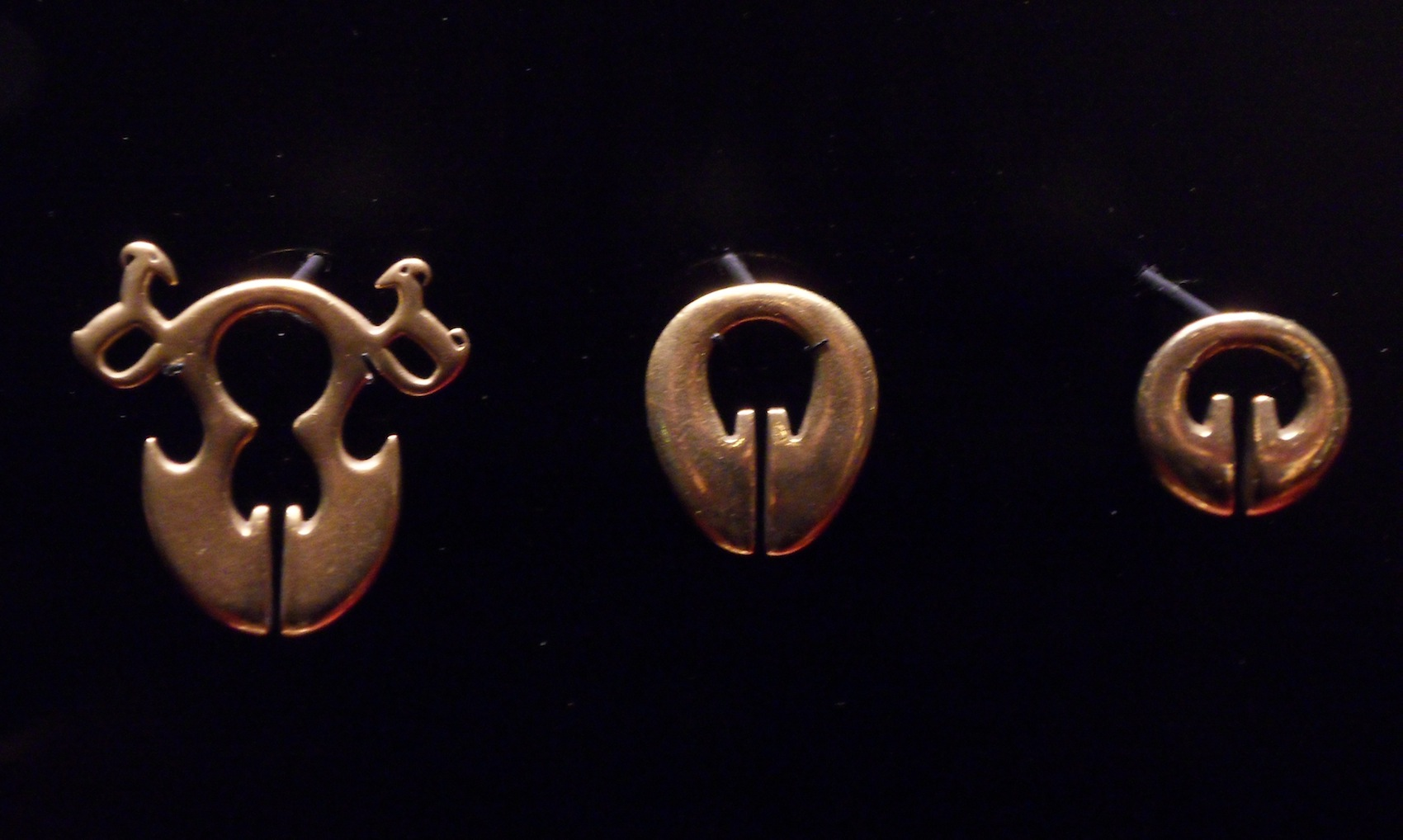
Trois lingling-o modernes des Bontoc du Nord de Luçon (or,, Musée du quai Branly).

## Archéologie
Des lingling-o en jade vert ont été découverts à Palawan dans les grottes de Tabon, au Sarawak dans les grottes de Niah, au Sud-Viêt Nam dans des jarres funéraires de la culture de Sa Huỳnh ainsi qu'à Hong Kong. Le jade utilisé est de la néphrite provenant de Fengtian (au nord de l'actuelle Hualien) à Taïwan.
Il existe des lingling-o de deux types :
1. ronds et globuleux, en forme d'oméga, avec 3 projections ressemblant à des boutons de lotus (« type Sa Huỳnh »)
2. plus aérés, avec 4 projections (« type Hong-Kong »)[1]

Les lingling-o fabriqués à partir de jade taïwanais à Anaro (sur l'île d'Itbayat, au nord de Luçon) ou ailleurs aux Philippines à partir du Ve siècle av. J.-C., étaient destinés à l'exportation et ont été retrouvés dans les grottes de Tabon, dans les grottes de Niah et au sud du Viêt Nam. D'autres, dont le jade n'a pas encore été testé, ont été découverts au Cambodge et en Thaïlande. Selon l'anthropologiste américain Wilhelm Solheim, ces échanges prendraient place au sein d'une « sphère culturelle » intermédiaire entre le Néolithique et l'apparition de véritables États maritimes en Asie du Sud-Est, qu'il appelle le réseau d'échanges de Nusantao.
Des bijoux de forme comparable, en or, ont été retrouvés à Óc Eo, ainsi que les moules ayant servi à leur fabrication : ces moules sont creusés dans d'épaisses coquilles de bivalves, avec des canaux permettant la circulation du métal fondu.

## Période moderne
Les lingling-o sont les « ornements les plus caractéristiques » dans la cordillère du nord de Luçon. Ils sont le plus souvent en métal (or, argent ou bronze, selon la richesse de leur propriétaire). Ils sont formés d'un ovale coupé d'un côté (plus large du côté coupé). Ils possèdent parfois deux projections opposées en forme de bouton, ou plus rarement de queues de poisson ou de diamants. Leur taille est variable : les grands sont passés directement dans les oreilles, les petits sont portés en série ou servent de connecteurs pour des ornements complexes. Des modèles récents (XIXe et XXe siècles) présentent des canidés affrontés, deux têtes cornues stylisées (type pinangpanga) ou deux personnages accroupis (bulul).